# Конвой Рабаул — Палау (20.04.43 — 27.04.43)
Конвой Рабаул — Палау (20.04.43 — 27.04.43) — японський конвой часів Другої світової війни, проведення якого відбувалось у квітні 1943 року.
Конвой сформували для проведення групи транспортів з Рабаула — розташованої на острові Нова Британія головної бази японців в архіпелазі Бісмарка, з якої вони провадили операції на Соломонових островах та сході Нової Гвінеї. Пунктом призначення при цьому був важливий транспортний хаб Палау в західній частині Каролінських островів.
До складу конвою увійшли транспорти «Шінно-Мару», «Тояма-Мару», «Бенгал-Мару», «Тамацу-Мару» та «Кенкоку-Мару». Ескорт забезпечував мисливець за підводними човнами CH-24.
20 квітня 1943 року судна вийшли з Рабаула та попрямували на південний захід. Ворожа авіація ще не становила серйозної загрози для комунікацій архіпелагу Бісмарка, проте на них традиційно патрулювали підводні човни. Утім, цього разу конвой зміг пройти без втрат та 27 квітня прибув до Палау.